# Pro Sesto Atletica Cernusco
La Pro Sesto Atletica Cernusco è una società sportiva italiana di atletica leggera che opera nel territorio di Milano.

## Storia
Fondata nel 1957 a Sesto San Giovanni, subito dopo la fondazione sposta la propria sede principale a Cernusco sul Naviglio.
Nel tempo riunisce sotto la propria guida diverse società, che confluiscono in essa; tra queste vi sono l'Atletica Cernusco, l'Atletica Gessate, l'Atletica Agrate, Atletica Punto.it, l'Atletica Seregno 70, la Vis Nova Giussano, l'Atletica Meda e la Pro Quinto di Como.
Negli anni, diventa una delle squadre civili più forti di tutto il territorio nazionale, piazzandosi nei primi posti sia a livello assoluto sia giovanile. Diversi sono gli atleti di questa società che hanno vestito la maglia della Nazionale di atletica leggera dell'Italia, con più di 40 presenze totali, e coloro che hanno vinto titoli italiani a livello individuale.

## Atleti famosi
- Simone Collio, velocista, pluricampione italiano dei 100 metri piani e atleta olimpico.
- Marisa Masullo, velocista, pluricampionessa italiana su tutte le misure della velocità e detentrice del record nazionale dei 60 metri piani.